# 4179 Тоутатіс
4179 Тоутатіс (4179 Toutatis) — астероїд групи Аполлона, відкритий 4 січня 1989 року.
Має хаотичну орбіту, зумовлену орбітальним резонансом 3:1 із Юпітером, резонансом 1:4 із Землею та частими наближеннями до планет земної групи, зокрема Землі. Вважається потенційно небезпечним об'єктом, хоча шанси зіткнення із Землею мізерні.
Найменша відстань перетину орбіт щодо Землі — 0,00604008 а. о.
Тіссеранів параметр щодо Юпітера — 3,138.

## Посилання

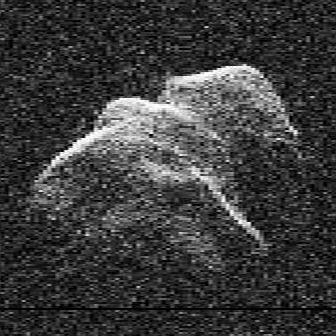
Радіолокаційне зображення 4179 Тоутатіс

## Дослідження
Китайський космічний апарат «Чан'е-2», запущений у рамках Китайської космічної програми з дослідження Місяця, після відвідин супутника та точки Лагранжа L2 системи Сонце — Земля, 13 грудня 2012 року о 8:30 за Гринвічем пролетів повз Тоутатіс із відносною швидкістю 10,73 км/сек на мінімальній відстані 3,2 км та здійснив детальне фотографування поверхні.